# Ernoporides
Ernoporides är ett släkte av skalbaggar. Ernoporides ingår i familjen vivlar.
Kladogram enligt Catalogue of Life:
| Ernoporides | \| \| Ernoporides floridensis \| \| \| \| \| \| Ernoporides knabi \| \| \| \| |
|             | \| \| Ernoporides floridensis \| \| \| \| \| \| Ernoporides knabi \| \| \| \| |
|             | Ernoporides floridensis                                                       |
|             |                                                                               |
|             | Ernoporides knabi                                                             |
|             |                                                                               |